# Pasáž (film)
Pasáž (v originále The Electric State) je americký dobrodružný sci-fi film z roku 2025, který produkovali a režírovali Anthony a Joe Russoovi. Scénář Christophera Markuse a Stephena McFeelyho volně vychází z ilustrovaného románu Simona Stålenhaga z roku 2018. Ve filmu hrají Millie Bobby Brown a Chris Pratt, dále Ke Huy Quan, Jason Alexander, Woody Harrelson, Anthony Mackie, Brian Cox, Jenny Slate, Giancarlo Esposito a Stanley Tucci.

## Vývoj
Plány na filmovou adaptaci byly oznámeny v roce 2017 a podílel se na nich Andy Muschietti. Bratři Russoovi se k režii přihlásili v prosinci 2020. Distribuční práva získala společnost Universal Pictures, než je v červnu 2022 převzala společnost Netflix. Velká část hereckého obsazení byla oznámena mezi červnem 2022 a listopadem 2024, natáčení probíhalo v Atlantě v Georgii na podzim 2022. S údajným rozpočtem 320 milionů dolarů se jedná o jeden z nejdražších filmů, které kdy byly natočeny.

## Uvedení
Světová premiéra se uskutečnila 24. února 2025 v Grauman's Egyptian Theatre v Los Angeles v Kalifornii a 14. března byl film zveřejněn na Netflixu, kde se setkal s negativním hodnocením kritiků.

## Děj
V roce 1990 probíhá válka mezi lidmi a roboty. Díky technologii Neurocaster, kterou vyvinul ředitel společnosti Sentre Ethan Skate, lidé zvítězí. Neurocaster umožňuje přenést lidské vědomí do robotických těl, což vede k tomu, že mnoho lidí žije pasivně v polo-vegetativním stavu, zatímco jejich vědomí operuje v dálkově ovládaných dronech. Roboti jsou po válce vyhnáni do tzv. vyloučené zóny. V roce 1994 žije dospívající Michelle (Millie Bobby Brown) se svým neschopným pěstounem Tedem. Při dopravní nehodě přišla o celou rodinu a odmítá používat Neurocaster ve škole. Jednoho dne ji vyhledá Cosmo, robot, který dokáže jen omezeně komunikovat. Michelle brzy pochopí, že je ovládán vědomím jejího zesnulého bratra Christophera, dětského génia.
Společně se vydávají na cestu napříč zničeným světem. Přidávají se k nim Keats, veterán s temnou minulostí, a Herman, robot schopný měnit podobu. Dostávají se do vyloučené zóny, kde žijí roboti vedení Mr. Peanutem. Tam potkají Dr. Amhersta, který odhalí pravdu: Sentre po nehodě zneužil Christopherovo vědomí, aby vyvinul Neurocaster. Když se chlapec z kómatu po roce probral, Amherst mu pomohl uprchnout do robotického těla. Vzápětí však na komunitu zaútočí drony pod vedením plukovníka Bradburyho, Amhersta zabijí a Christophera znovu zajmou.
Michelle s pomocí Keatse a Hermana pronikne do sídla Sentre. Bradbury, znechucen Skateovými činy, přejde na jejich stranu. Michelle najde Christophera v kómatu, jeho vědomí uvězněné v systému Neurocaster. V posledním rozhovoru ve virtuálním prostoru ji Christopher požádá, aby ho odpojila a ukončila jeho utrpení. Michelle souhlasí, čímž způsobí jeho smrt, ale také zničí infrastrukturu Sentre. Skate je zatčen a Neurocaster je celosvětově odstaven. Michelle varuje veřejnost před technologickým zneužitím a zve lidi do vyloučené zóny, kde mohou začít znovu. Na konci je tělo Cosma vyhozeno na šrotiště – ale robot se náhle pohne, naznačující, že část Christopherova vědomí možná stále žije.

## Obsazení

### Herci
- Millie Bobby Brownová jako Michelle Greeneová
- Chris Pratt jako John D. Keats
- Ke Huy Quan jako Dr. Clark Amherst / hlas P.C.
- Stanley Tucci jako Ethan Skate
- Woody Norman jako Christopher
- Giancarlo Esposito jako Marshall Bradbury
- Jason Alexander jako Ted Finister
- Martin Klebba jako Herman
- Marin Hinkle jako paní Sablinskyová
- Michael Trucco jako Ben Abbott
- Holly Hunter jako Madeline Vance

### Hlasy robotů
- Anthony Mackie jako Herman
- Woody Harrelson jako pan Burák
- Jenny Slate jako Penny Pal
- Alan Tudyk jako Cosmo
- Brian Cox jako Popfly
- Hank Azaria jako Perplexo

## Zajímavosti
- Snímek stál podle oficiálních údajů 320 milionů dolarů.[4] Film se tak stal nejdražším projektem společnosti Netflix, což způsobilo závažné debaty o rozpočtech projektů této vysílací společnosti.[5]
- Délka titulků u filmu je 14,5 minuty (z celkové délky 128 minut)